# Gongora
Gongora là một chi thực vật có hoa trong họ Lan.